# Katherine Choong
Katherine Choong, née le 1er janvier 1992, est une athlète suisse spécialisée dans l'escalade, d'un père singapourien et d'une mère italienne, vit à Berlincourt dans le canton du Jura. Membre du cadre national d’escalade sportive elle est  la première femme suisse à remporter le 21 août 2018,,, une falaise Neuvième Degré cotée 9a, sur la voie baptisée,,,, « La Cabane au Canada » à Rawyl dans le Valais.

## Palmarès
- 2015 : 15e place en coupe du monde élite, Stavanger (Norvège)
- 2015 : 3e place aux Championnats suisse élite, Niederwangen (Suisse)
- 2013 : 1re Championnats suisse élite, Niederwangen (Suisse)
- 2013 : 2e Classement général élite[11],[12]
- 2013 : 14e Coupe du monde, Briançon (France)
- 2011 : 13e Coupe du monde élite, Briançon (France)
- 2011 : 24e Championnats du monde, Arco (Italie)
- 2011 : 1re Classement général Coupe d'Europe junior
- 2010 : 3e Classement général Coupe d'Europe junior
- 2009 : 1re Classement général élite 2009[11]
- 2009 : 1re Championnats du monde junior
- 2008 : 1re Championnats suisse d'escalade (cadettes B)
- 2008 : 2e Championnats du monde junior (cadettes B)[13]
- 2007 : 3e Championnats d'Europe d'escalade (cadettes B)
- 2007 : 8e Championnats du monde juniors

## Performances en falaise
- Jungfraumarathon 9a, (Gimmelwald, Suisse)[15]
- La Cabane au Canada 9a (Rawyl, Valais, Suisse)[16]
- Southern Smoke 8c+, Red River Gorge (États-Unis)
- Chinaclimb 8c, Yangshuo (Chine)
- Intime étrangère 8b+, Tournoux, Briançon (France)
- Transworld Depravity 8b+, Red River Gorge (États-Unis)
- Ohama Beach 8b+ , Red River Gorge (États-Unis)
- Barbarella 8b, Soyhières (Suisse)
- Racomelo 8b, Iannis, Kalymnos (Grèce)
- Racing in the Streets 8b, Rue des Masques, Briançon (France)
- Madness 8a+ flash, Red River Gorge (États-Unis)

## Autres
Calendrier Climbing of Woman 2017